# Рівер-Вейл (Нью-Джерсі)
Рівер-Вейл (англ. River Vale) — селище (англ. village) в США, в окрузі Берген штату Нью-Джерсі. Населення — 9909 осіб (2020).

## Демографія
Згідно з переписом 2010 року, у селищі мешкало 9659 осіб у 3421 домогосподарстві у складі 2710 родин. Було 3521 помешкання
Расовий склад населення:
| - 88,8 % — білих - 8,4 % — азіатів - 0,7 % — чорних або афроамериканців |

До двох чи більше рас належало 1,5 %. Частка іспаномовних становила 5,0 % від усіх жителів.
За віковим діапазоном населення розподілялося таким чином: 26,6 % — особи молодші 18 років, 57,5 % — особи у віці 18—64 років, 15,9 % — особи у віці 65 років та старші. Медіана віку мешканця становила 44,2 року. На 100 осіб жіночої статі у селищі припадало 93,6 чоловіків;  на 100 жінок у віці від 18 років та старших — 89,3 чоловіків також старших 18 років.
Середній дохід на одне домашнє господарство  становив 167 897 доларів США (медіана — 132 265), а середній дохід на одну сім'ю — 188 377 доларів (медіана — 159 479). Медіана доходів становила 111 098 доларів для чоловіків та 74 583 долари для жінок. За межею бідності перебувало 2,9 % осіб, у тому числі 2,8 % дітей у віці до 18 років та 2,6 % осіб у віці 65 років та старших.
Цивільне працевлаштоване населення становило 4874 особи. Основні галузі зайнятості: освіта, охорона здоров'я та соціальна допомога — 24,5 %, науковці, спеціалісти, менеджери — 19,0 %, фінанси, страхування та нерухомість — 10,7 %, роздрібна торгівля — 8,2 %.